# James Fitzalan Hope, I barone Rankeillour
James Fitzalan Hope, I barone Rankeillour (11 dicembre 1870 – 14 febbraio 1949), è stato un politico scozzese.

## Biografia
Era il figlio ultimogenito di James Robert Hope-Scott e di Lady Victoria Fitzalan-Howard. Ha studiato alla Oratory School e al Christ Church di Oxford.

## Carriera politica
È stato un deputato conservatore per Sheffield Brightside (1900-1906) e per Sheffield Central (1908-1929). Ha servito sotto Herbert Henry Asquith come Tesoriere della Casa (1915-1916) e sotto David Lloyd George come Lord del Tesoro (1916-1919) e come segretario parlamentare e finanziaria al Ministero delle munizioni (1919-1921).
È stato presidente del Ways and Means dal 1921 fino al febbraio 1924, e di nuovo a partire dal dicembre 1924 fino al 1929. Prestò giuramento del Privy Council nel 1922 ed elevato alla nobiltà come barone Rankeillour, di Buxted nella contea di Sussex, nel 1932.

## Matrimonio
Sposò, il 15 novembre 1892, Mabel Ellen Riddell, figlia di Francis Riddell e di Ellen Blount. Ebbero quattro figli:
- Arthur Hope, II barone Rankeillour (7 maggio 1897-26 maggio 1958);
- Henry Hope, III barone Rankeillour (20 gennaio 1899-1967);
- Lady Joan Mary Hope (12 agosto 1900);
- Lord Richard Frederick Hope (5 dicembre 1901-1964).

Sposò, il 15 settembre 1941, Lady Beatrice Moore, figlia di William Moore, IX Conte di Drogheda, e di Anne Torre Moir. Non ebbero figli.

## Morte
Morì il 14 febbraio 1949, a 78 anni.

## Ascendenza
|                                            |                                    |                                     | Genitori                                         |  |  | Nonni |  |  | Bisnonni                        |  |  | Trisnonni                         |  |
|                                            |                                    |                                     |                                                  |  |  |       |  |  | John Hope, II conte di Hopetoun |  |  | Charles Hope, I conte di Hopetoun |  |
|                                            |                                    |                                     |                                                  |  |  |       |  |  | John Hope, II conte di Hopetoun |  |  | Charles Hope, I conte di Hopetoun |  |
|                                            |                                    | Henrietta Johnstone                 |                                                  |  |  |       |  |  | John Hope, II conte di Hopetoun |  |  |                                   |  |
| Alexander Hope                             |                                    |                                     |                                                  |  |  |       |  |  | John Hope, II conte di Hopetoun |  |  |                                   |  |
|                                            |                                    | Elizabeth Leslie                    | Alexander Leslie, V conte di Leven               |  |  |       |  |  |                                 |  |  |                                   |  |
|                                            |                                    | Elizabeth Leslie                    | Alexander Leslie, V conte di Leven               |  |  |       |  |  |                                 |  |  |                                   |  |
|                                            |                                    | Elizabeth Leslie                    | Elizabeth Monypenny                              |  |  |       |  |  |                                 |  |  |                                   |  |
| James Robert Hope-Scott                    |                                    | Elizabeth Leslie                    |                                                  |  |  |       |  |  |                                 |  |  |                                   |  |
|                                            |                                    | George Brown                        | …                                                |  |  |       |  |  |                                 |  |  |                                   |  |
|                                            |                                    | George Brown                        | …                                                |  |  |       |  |  |                                 |  |  |                                   |  |
|                                            |                                    | George Brown                        | …                                                |  |  |       |  |  |                                 |  |  |                                   |  |
| Georgiana Brown                            |                                    | George Brown                        |                                                  |  |  |       |  |  |                                 |  |  |                                   |  |
|                                            |                                    | Dorothea Dundas                     | James Dundas                                     |  |  |       |  |  |                                 |  |  |                                   |  |
|                                            |                                    | Dorothea Dundas                     | James Dundas                                     |  |  |       |  |  |                                 |  |  |                                   |  |
|                                            |                                    | Dorothea Dundas                     | Jean Maria Forbes                                |  |  |       |  |  |                                 |  |  |                                   |  |
| James Fitzalan Hope, I barone Rankeillour  |                                    | Dorothea Dundas                     |                                                  |  |  |       |  |  |                                 |  |  |                                   |  |
|                                            | Henry Howard, XIII duca di Norfolk | Bernard Howard, XII duca di Norfolk |                                                  |  |  |       |  |  |                                 |  |  |                                   |  |
|                                            | Henry Howard, XIII duca di Norfolk | Bernard Howard, XII duca di Norfolk |                                                  |  |  |       |  |  |                                 |  |  |                                   |  |
|                                            | Henry Howard, XIII duca di Norfolk | Elizabeth Belasyse                  |                                                  |  |  |       |  |  |                                 |  |  |                                   |  |
| Henry Fitzalan-Howard, XIV duca di Norfolk | Henry Howard, XIII duca di Norfolk |                                     |                                                  |  |  |       |  |  |                                 |  |  |                                   |  |
|                                            |                                    | Charlotte Sophia Leveson-Gower      | George Leveson-Gower, I duca di Sutherland       |  |  |       |  |  |                                 |  |  |                                   |  |
|                                            |                                    | Charlotte Sophia Leveson-Gower      | George Leveson-Gower, I duca di Sutherland       |  |  |       |  |  |                                 |  |  |                                   |  |
|                                            |                                    | Charlotte Sophia Leveson-Gower      | Elizabeth Sutherland, XIX contessa di Sutherland |  |  |       |  |  |                                 |  |  |                                   |  |
| Victoria Fitzalan-Howard                   |                                    | Charlotte Sophia Leveson-Gower      |                                                  |  |  |       |  |  |                                 |  |  |                                   |  |
|                                            |                                    | Edmund Lyons, I barone Lyons        | John Lyons                                       |  |  |       |  |  |                                 |  |  |                                   |  |
|                                            |                                    | Edmund Lyons, I barone Lyons        | John Lyons                                       |  |  |       |  |  |                                 |  |  |                                   |  |
|                                            |                                    | Edmund Lyons, I barone Lyons        | Catharine Walrond                                |  |  |       |  |  |                                 |  |  |                                   |  |
| Augusta Lyons                              |                                    | Edmund Lyons, I barone Lyons        |                                                  |  |  |       |  |  |                                 |  |  |                                   |  |
|                                            |                                    | Augusta Louisa Rogers               | Josias Rogers                                    |  |  |       |  |  |                                 |  |  |                                   |  |
|                                            |                                    | Augusta Louisa Rogers               | Josias Rogers                                    |  |  |       |  |  |                                 |  |  |                                   |  |
|                                            |                                    | Augusta Louisa Rogers               | Mary                                             |  |  |       |  |  |                                 |  |  |                                   |  |
|                                            |                                    | Augusta Louisa Rogers               |                                                  |  |  |       |  |  |                                 |  |  |                                   |  |

| Controllo di autorità | VIAF (EN) 168347357 · ISNI (EN) 0000 0001 1535 6577 · LCCN (EN) no2011024749 |